# Hermadion ornatus
Hermadion ornatus är en ringmaskart som beskrevs av Hartman 1967. Hermadion ornatus ingår i släktet Hermadion och familjen Polynoidae. Inga underarter finns listade i Catalogue of Life.